# GP van Spanje MX1 2006
De Grote Prijs van Spanje 2006 in de MX1-klasse motorcross werd gehouden op Paaszondag, 16 april 2006 op het circuit van Bellpuig in Catalonië. In de dagen vóór de wedstrijd had de Franse KTM-rijder Mickael Pichon aangekondigd dat hij forfait moest geven voor de rest van het kampioenschap, omdat hij kampte met een onbekende virusaandoening.
Dit was de tweede Grote Prijs van het wereldkampioenschap. Het werd meteen ook de tweede overwinning van het seizoen en de 89e GP-zege voor Stefan Everts, die uiteraard de leiding nam in de tussenstand van het wereldkampioenschap. Everts had de beste start in beide reeksen, maar kwam ten val halverwege de eerste reeks. Hij kon uiteindelijk nog van de vijfde naar de derde plaats oprukken. De zege in reeks 1 was voor Kevin Strijbos, die profiteerde van de fouten van niet alleen Everts maar ook van de Est Tanel Leok. 
In de tweede reeks reed Everts zonder problemen naar de overwinning in de reeks én in de GP, met één puntje voorsprong op Leok die tweemaal tweede werd. De Fransman Sébastien Tortelli viel meermaals en kwam niet verder dan een zesde plaats in de eindstand. Ook Kevin Strijbos viel vroeg in reeks twee en daardoor kwam zijn teammaat Steve Ramon nog op het podium.

## Uitslag eerste reeks
| Plaats | Naam               | Land |
| ------ | ------------------ | ---- |
| 1      | Kevin Strijbos     | BEL  |
| 2      | Tanel Leok         | EST  |
| 3      | Stefan Everts      | BEL  |
| 4      | Jonathan Barragàn  | ESP  |
| 5      | Ken De Dycker      | BEL  |
| 6      | Steve Ramon        | BEL  |
| 7      | Sébastien Tortelli | FRA  |
| 8      | Julien Bill        | SUI  |
| 9      | James Noble        | GBR  |
| 10     | Cédric Melotte     | BEL  |

## Uitslag tweede reeks
| Plaats | Naam               | Land |
| ------ | ------------------ | ---- |
| 1      | Stefan Everts      | BEL  |
| 2      | Tanel Leok         | EST  |
| 3      | Steve Ramon        | BEL  |
| 4      | Cédric Melotte     | BEL  |
| 5      | Sébastien Tortelli | FRA  |
| 6      | Ken De Dycker      | BEL  |
| 7      | Jonathan Barragán  | ESP  |
| 8      | Manuel Priem       | BEL  |
| 9      | Pascal Leuret      | FRA  |
| 10     | Brian Jørgensen    | DEN  |

## Eindstand Grote Prijs
| Plaats | Naam               | Land | Punten |
| ------ | ------------------ | ---- | ------ |
| 1      | Stefan Everts      | BEL  | 45     |
| 2      | Tanel Leok         | EST  | 44     |
| 3      | Steve Ramon        | BEL  | 35     |
| 4      | Jonathan Barragán  | ESP  | 32     |
| 5      | Ken De Dycker      | BEL  | 31     |
| 6      | Sébastien Tortelli | FRA  | 30     |
| 7      | Cédric Melotte     | BEL  | 29     |
| 8      | Kevin Strijbos     | BEL  | 27     |
| 9      | Pascal Leuret      | FRA  | 22     |
| 10     | Julien Bill        | SUI  | 22     |

## Tussenstand wereldkampioenschap
| Plaats | Naam                  | Land | Punten |
| ------ | --------------------- | ---- | ------ |
| 1      | Stefan Everts         | BEL  | 92     |
| 2      | Tanel Leok            | EST  | 82     |
| 3      | Sébastien Tortelli    | FRA  | 77     |
| 4      | Steve Ramon           | BEL  | 69     |
| 5      | Ken De Dycker         | BEL  | 61     |
| 6      | Kevin Strijbos        | BEL  | 60     |
| 7      | Jonathan Barragán     | ESP  | 59     |
| 8      | Cédric Melotte        | BEL  | 54     |
| 9      | Pascal Leuret         | FRA  | 47     |
| 10     | Manuel Priem          | BEL  | 30     |
| 11     | James Noble           | GBR  | 29     |
| 12     | Antti Pyrhönen        | FIN  | 28     |
| 13     | Stephen Sword         | GBR  | 26     |
| 14     | Francisco García Vico | ESP  | 25     |
| 15     | Julien Bill           | SUI  | 22     |
| 16     | Marvin Van Daele      | BEL  | 22     |
| 17     | Danny Theybers        | BEL  | 19     |
| 18     | Brian Jørgensen       | DEN  | 19     |
| 19     | Bas Verhoeven         | NED  | 14     |
| 20     | Mark Hucklebridge     | GBR  | 12     |